# Aniela Radzicka
Aniela Radzicka (ur. 1818 w Krzemieńczuku, zm. 28 lutego 1880 w Ciechanowie) – polska ziemianka, łączniczka i kurierka w czasie powstania styczniowego.

## Życiorys
Urodziła się na Wołyniu jako córka Cecylii z Klukowskich oraz Jana Płużańskiego, oficera polskiego wojsk carskich. Rodzina przeprowadziła się na Mazowsze, gdy ojciec został zwolniony ze służby wojskowej. Zamieszkali w Czarnocinku.
W dniu 21 maja 1844 w Makowie Mazowieckim poślubiła Józefa Prospera Radzickiego-Róg z Radzica herbu Nałęcz. Zamieszkali w Modle. Mąż był posesorem dóbr Modła i Modełka. Urodziła czworo dzieci: Tadeusza Józefa Adama (1845), Anielę Marię Ewę (1847), Zygmunta (1848) i Stefana (1850). W 1855 jej mąż, wówczas właściciel dóbr Czarnocinek, zmarł.
Zaangażowała się w powstanie styczniowe, a dwór w Czarnocinku był wykorzystywany przez Zygmunta Padlewskiego jako zaplecze. Aniela agitowała na rzecz insurekcji, inicjowała powstawanie nowych oddziałów powstańczych, opiekowała się rannymi w lazaretach i zbierała pieniądze m.in. na zakup broni. Była członkinią oddziału powstańczego, łączniczką Padlewskiego. Znała też Tomasza Kolbe, jego działania, miejsca pobytu, szlak potyczek. Zarówno z Padlewskim, jak i Kolbem prowadziła korespondencję.
Brała udział w bitwie pod Rydzewem 5 maja 1863, po której dostała się w niewolę carską. W jej domu znaleziono listy potwierdzające, że była kurierką. Także w kancelarii sztabu powstańczego, przechwyconej przez wojska carskie w bitwie w Drążdżewie 11 marca 1863, znaleziono dokumenty ją obciążające. Z Przasnysza wydelegowano oficera żandarmerii w celu dokonania rewizji w dworze i porównania charakteru pisma na odnalezionych dokumentach z charakterem pisma na tekstach przechowywanych w Czarnocinku. Podobieństwo stwierdził jeden z synów i nieświadomie wydał matkę. Radzicka została aresztowana i postawiona przed komisją śledczą, a potem przed sądem wojennym.
Została skazana na dożywotnie ciężkie roboty na Syberii, ale ostatecznie wyrok zamieniono na zesłanie z pozbawieniem praw posiadania. Mieszkała w guberni tobolskiej i jenisejskiej. Na zesłaniu uczyła. Rosyjski współwięzień, sojusznik sprawy polskiej, były oficer carskiego wojska, Paweł Ogorodnikow, tak o niej pisał w swoim pamiętniku:
Nigdy nie miałem okazji spotkać w społeczności rosyjskiej kobiety, która przejawiałaby równie wielkie poczucie obowiązku obywatelskiego jak Radzicka. Siła charakteru pomogła jej znieść rozłąkę z dziećmi i ojczyzną, którą nadzwyczaj ukochała i z uśmiechem pogardy znosić wszystkie niewygody oczekujące ją na Syberii. Jej energia, upór, rozum, w znacznej mierze wpłynęły na poparcie [obywateli] powstania w guberni płockiej. Jej przyjaźń z Padlewskim przyniosła dużo dobrego w sprawie walki z jarzmem carskim. (…) Dlaczego Polska jest zniewolona, skoro ma takie matki i żony….
Wróciła do Polski w 1871, pozostając jednak pod nieustannym nadzorem policyjnym. W maju 1872 władze guberni płockiej przeniosły ją do powiatu makowskiego w sąsiedniej guberni łomżyńskiej.
Nie jest znane jej miejsce pochówku.

## Upamiętnienie
W Regiminie znajduje się ulica jej imienia.